# マックス・プランク進化人類学研究所
マックス・プランク進化人類学研究所（Max Planck Institute for Evolutionary Anthropology, Max-Planck-Institut für evolutionäre Anthropologie）はマックス・プランク研究所のうちの1つ。

## 概要
ドイツザクセン州ライプツィヒに所在する。1997年に設立される。
以下の6つの部門に分かれている。
- 考古遺伝学部門（Department of Archaeogenetics）
- 比較文化心理学部門（Department of Comparative Cultural Psychology）
- 進化遺伝学部門（Department of Evolutionary Genetics）
- 人類行動生態文化学部門（Department of Human Behavior, Ecology and Culture）
- 人類進化学部門（Department of Human Evolution）
- 言語文化進化学部門（Department of Linguistic and Cultural Evolution）

## 著名な研究者
- スバンテ・ペーボ　Svante Pääbo - 進化遺伝学
- バーナード・コムリー　Bernard Comrie - 言語学
- マイケル・トマセロ　Michael Tomasello - 認知心理学者・所長

## 著名な最新研究

### 人類進化学
ネアンデルタール人関連
2010年5月7日付けの『サイエンス』（Science）で、ゲノムの解読より、現生人物ホモサピエンスの大多数の先祖にネアンデルタール人がいる可能性が高いことを、アメリカのバイオ企業とマックス・プランク進化人類学研究所の共同チームにより、発表した。クロアチアで発見されたネアンデルタール人のゲノムと、アフリカ・フランス・中国・パプアニューギニアの原生人類5人のと比較の結果、アフリカ人以外の原生人類の人の1～4％のゲノムが、ネアンデルタール人からの由来と推計している。
新発見化石人類デニソワ人関連
デニソワ人は、2008年、ロシアの西シベリアのアルタイ山脈のデニソワ（Denisova）洞窟で発見された指の骨の持ち主である。放射性炭素年代測定より、40,000年前の人骨と推定された。
2010年3月25日付けのイギリスの科学雑誌『ネイチャー』（Nature）では、マックス・プランク進化人類学研究所の研究チームは、ミトコンドリアDNAの解読結果により、3万年から4万8千年前の地層から出土し、100万年前に現生人類から分岐した人類としていた。
2010年12月23日付けの『ネイチャー』に、マックス・プランク進化人類学研究所の研究チームにより、論文が掲載される。その内容は、次の通りである。細胞核DNAの一部の解読調査の結果、80万4千年前に現在の人類であるホモ・サピエンスから分岐したネアンデルタール人に近くされること、64万年前にネアンデルタール人から分岐した化石人類であることが推定されること、メラネシア人のゲノムの4～6％がデニソワ人固有のものと一致することから、現在のメラネシア人にデニソワ人の遺伝情報が伝えられている可能性が高いこと、という最新研究結果が判明する。

### 言語学
遺伝子FOXP2
2002年、スバンテ・ペーボらより、文法能力を含む言語発達との関連が示唆されている遺伝子であるFOXP2の存在を明らかにした。